# جنیس دیکینسن
جنیس دورین دیکینسن (انگلیسی: Janice Dickinson) زاده ۱۶ فوریهٔ ۱۹۵۵یک هنرپیشه، عکاس، نویسنده، عامل استعدادیاب و مدل اهل ایالات متحده آمریکا است.
او در ابتدا به عنوان یک مدل مورد توجه عموم بود و خود را اولین سوپر مدل در جهان توصیف کرد. دیکینسن یکی از موفق‌ترین مدل‌ها در دهه‌های ۱۹۷۰ و ۱۹۸۰ است. او در سال ۲۰۰۳ کار خود را با قضاوت در چهار دوره مسابقات «مدل برتر بعدی آمریکا» در تلویزیون ادامه داد. او متعاقباً آژانس مدلینگ خود را در سال ۲۰۰۵ افتتاح کرد.